# IC 3793
IC 3793 је спирална галаксија у сазвјежђу Береникина коса која се налази на листи објеката дубоког неба у Индекс каталогу.
Деклинација објекта је + 19° 9' 6" а ректасцензија 12h 48m 11,8s. Привидна величина (магнитуда) објекта IC 3793 износи 16,2 а фотографска магнитуда 17,0.